# Variété à haut rendement
Les variétés à haut rendement (VHR) sont des variétés de plantes cultivées (ou « cultivars ») généralement caractérisées par une combinaison des traits suivants contrairement aux variétés conventionnelles :
- rendement plus élevé par unité de superficie (hectare)
- nanisme
- meilleure réponse aux engrais
- forte dépendance à l'irrigation et aux engrais (cf. agriculture intensive)
- maturité précoce
- résistance à diverses maladies
- récoltes améliorées en qualité et en quantité.

Les VHR les plus importantes se trouvent dans les cultures suivantes : blé, maïs, soja, riz, pomme de terre et cotonnier. Elles sont largement utilisées dans les exploitations agricoles commerciales et les plantations.
Les VHR sont devenues populaires dans les années 1960 et ont joué un rôle important dans la « Révolution verte », bien que leurs racines ancestrales peuvent être plus anciennes.
Selon une étude publiée en 2013, la superficie totale cultivée dans le monde en 2004 aurait été supérieure de 18 à 27 millions d'hectares en l'absence de l'amélioration du germplasme des plantes cultivées ayant conduit aux VHR dans la période 1965-2004. Sur ce total, 12 à 18 millions d'hectares se seraient situés dans les pays en développement, déplaçant des pâturages et entraînant une  déforestation supplémentaire sur environ 2 millions d'hectares. Cependant, les impacts négatifs de la hausse des prix des denrées alimentaires sur la pauvreté et la faim dans ce scénario auraient probablement réduit les effets  de l'expansion agricole sur le bien-être des populations,.